# Hockey su ghiaccio al V Festival olimpico invernale della gioventù europea
Le gare di Hockey su ghiaccio al V Festival olimpico invernale della gioventù europea si sono svolte dall'11 al 15 maggio 2001 a Vuokatti, in Finlandia.
L'unico torneo disputato è stato il torneo maschile.

## Podi

### Ragazzi
| Evento          | Oro    | Argento  | Bronzo    |
| Torneo maschile | Russia | Svizzera | Finlandia |